# Бертольд Калабрийский
Бертольд Калабрийский (ум. 1195) — святой католической церкви, основатель монашеского ордена кармелитов (наряду со святым Брокаром).

## Биография
Биография святого Бертольда известна из кармелитской житийной литературы. Бертольд был знатным французским рыцарем, сыном графа Лиможского и племянником (или братом) Аймерика Лиможского (англ.), латинского патриарха Антиохии. Местом его рождения часто называется городок Солиньяк в окрестностях Лиможа. В ходе Второго Крестового похода он отправился в Святую землю, участвовал в обороне захваченной крестоносцами Антиохии от сарацинов. В это время, согласно житию, ему было видение Христа, который осудил жестокость войны и в частности жестокое поведение рыцарей-крестоносцев. После этого Бертольд присоединился к отшельникам, которые явились с крестоносцами и были во множестве рассеяны по Палестине.
Со временем Бертольд пришёл на гору Кармель, построил часовню и собрал вокруг себя общину отшельников. В 1195 году святой Бертольд скончался, проруководив общиной много лет, окружённый почитанием членов общины. Его преемником стал святой Брокар, при котором община отшельников с горы Кармель была официально признана, как новый монашеский орден.
Память святого Бертольда Калабрийского совершается 29 марта.
Несмотря на большое значение для католической церкви и многочисленность ордена кармелитов, его основатель не вошёл в число широко почитаемых святых, подобных основателям других монашеских орденов: святому Доминику (доминиканцы), святому Франциску Ассизскому (францисканцы) и так далее. Биография святого Бертольда изучена плохо. Его прозвище Калабрийский, как считается, обозначает выходца из Европы вообще, а не конкретно из итальянской Калабрии.
Среди упоминаний святого Бертольда можно отметить следующие:
- Доминиканец Стефан де Салиньяк (до 1278) сообщил, что Аймерик Лиможский имел среди кармелитов племянника-праведника.
- Кармелит Филипп Рибо в письме, опубликованном после 1378 года, говорит, что святой был братом, а не племянником Аймерика, что его действительно звали Бертольд, и что он был бы первым великим приором Кармелитского ордена.
- Папенбрук, публикуя текст греческого монаха Иоанна Фоки, посетившего гору Кармель в 1177 году, отождествляет Бертольда со старым греческим монахом из Калабрии.